# Comités News & letters
Les Comités News & letters forment un mouvement politique marxiste-humaniste des États-Unis, fondé en 1955 par Raya Dunayevskaya, issu d'une scission au sein de l'ancienne Tendance Johnson-Forest, elle-même sortie du trotskysme en 1948.
Les comités éditent le bimestriel News and letters.
Un conflit interne a débouché sur la création de la tendance marxiste-humaniste (mars 2008).